# Agonimia gelatinosa
Agonimia gelatinosa är en lavart som först beskrevs av Erik Acharius, och fick sitt nu gällande namn av M. Brand & Diederich. Agonimia gelatinosa ingår i släktet Agonimia och familjen Verrucariaceae.  Arten är reproducerande i Sverige. Inga underarter finns listade i Catalogue of Life.